# Kanton Laloubère
Kanton Laloubère (francouzsky Canton de Laloubère) je francouzský kanton v departementu Hautes-Pyrénées v regionu Midi-Pyrénées. Tvoří ho osm obcí.

## Obce kantonu
- Arcizac-Adour
- Hiis
- Horgues
- Laloubère
- Momères
- Odos
- Saint-Martin
- Soues